# 9821 Gitakresáková
9821 Gitakresáková è un asteroide della fascia principale. Scoperto nel 1971, presenta un'orbita caratterizzata da un semiasse maggiore pari a 2,3819384 UA e da un'eccentricità di 0,1351871, inclinata di 5,33900° rispetto all'eclittica.